# Șceplatî, Iavoriv
Șceplatî (în ucraineană Щеплати) este un sat în comuna Zavadiv din raionul Iavoriv, regiunea Liov, Ucraina.

## Demografie
Componența lingvistică a localității Șceplatî
     Ucraineană (100%)
Conform recensământului din 2001, toată populația localității Șceplatî era vorbitoare de ucraineană (100%).